# Srimandal
Srimandal, auch śrimaṇḍal, śrī maṇḍal und shreemandal, ist ein seltenes Schlagplattenspiel im nordwestindischen Bundesstaat Rajasthan aus 12 unterschiedlich großen runden Metallplatten in einem Gestell, die bei zeremoniellen Prozessionen zur Melodiebildung mit Holzschlägeln angeschlagen werden. Das srimandal gehört neben den Porzellanschüsseln jaltarang und dem jüngeren Xylophon kashta tarang zu den wenigen Aufschlagidiophonen, die in der indischen Musik als Melodieinstrument verwendet werden.
Die moderne und über Rajasthan hinaus in Nordindien in der Unterhaltungsmusik bei Veranstaltungen eingesetzte Variante mit 24 Klangplatten in einem größeren Stahlrohrgestell heißt loh tarang.

## Herkunft und Verbreitung

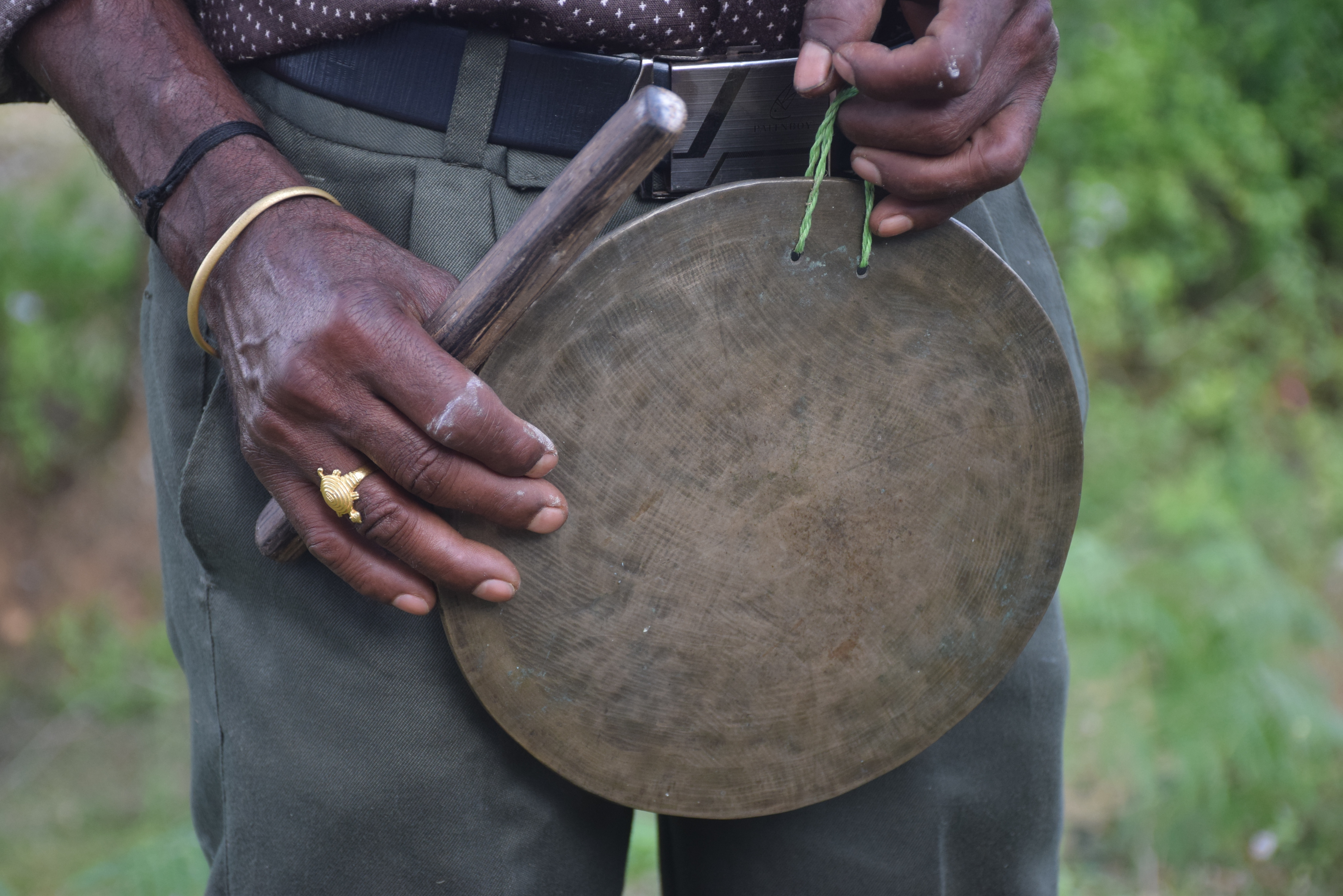
Bronzeplatte jagate, die in der Volkstanzmusik von Karnataka verwendet wird

Im musiktheoretischen Werk Natyashastra, das um die Zeitenwende entstand, bilden in der Klassifizierung der Musikinstrumente die Idiophone, Sanskrit ghana („fest“), eine eigene Gruppe, die damals aus hölzernen Gegenschlagstäben (heute danda), Zimbeln, Glocken und Rasseln bestand. Auf Reliefs an buddhistischen Stupas aus dem 2. Jahrhundert v. Chr. bis zum 2. Jahrhundert n. Chr. sind Elefanten mit umgehängten Klöppelglocken zu sehen, die zusammen mit Schneckentrompeten als Signalinstrumente dienten. Zimbeln (in den Händen gehaltene kleine Paarbecken, Sanskrit tāla) und Fußrasseln (ghungru) wurden in der religiösen Musik und bei Kulttänzen eingesetzt.
Klappern zur rhythmischen Betonung von Tänzen wurden wahrscheinlich bereits in der Induskultur verwendet. Ob es im 3. und 2. Jahrtausend v. Chr. bereits metallene Schlagplatten gab, ist strittig. Der einzige infrage kommende Fund umfasst einige runde Bronzeplatten aus Mohenjo-Daro mit einem Knopf in der Mitte, der zwei Bohrungen besitzt. Durch diese wurde vielleicht eine Schnur geschlauft, um die Platte anzuschlagen. Curt Sachs (1940) hält diese Platten eher für Deckel von Gefäßen. Reliefs ab dem 1. Jahrhundert v. Chr. zeigen kleine Paarbecken (tāla) und Trompeten (shringa), die in einer entwickelten Technik aus Bronze hergestellt wurden.
In der Musiktheorie Sangitaratnakara des Sarngadeva aus dem 13. Jahrhundert wird eine Klangplatte jayaghanta (Sanskrit „Siegesglocke“) erwähnt: eine ein Zentimeter dicke Metallplatte mit einem Durchmesser von etwa 46 Zentimetern. In den Händen gehaltene Schlagplatten und Paarbecken sind bis heute in der religiösen indischen Musik und Volksmusik die hauptsächlichen Rhythmusinstrumente, um den Takt zu markieren. In Nordindien heißen Paarbecken allgemein tāla, namentlich abgeleitet bartal in Assam und kartal in Bengalen sowie in Südindien tālam, abgeleitet elathalam in Kerala. Andere Namen sind jhanjh und manjira. Die kleinen Zimbeln (5 bis 10 Zentimeter im Durchmesser) sind becherförmig ohne Rand, die größeren Becken (15 bis über 35 Zentimeter im Durchmesser) besitzen einen halbkugeligen Buckel in der Mitte und einen breiten flachen Rand.

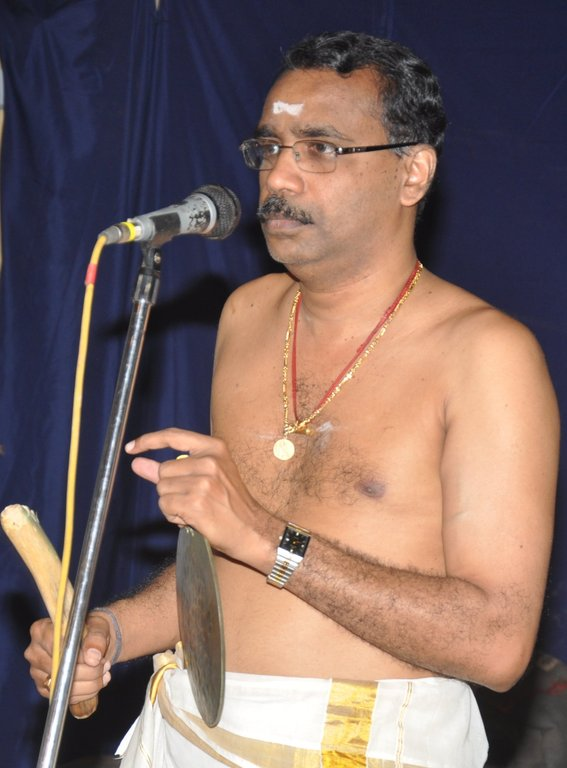
Der aus Kerala stammende Kathakali-Tänzer und Sänger Pathiyur Sankarankutty (* 1964) schlägt eine chengila als Taktgeber

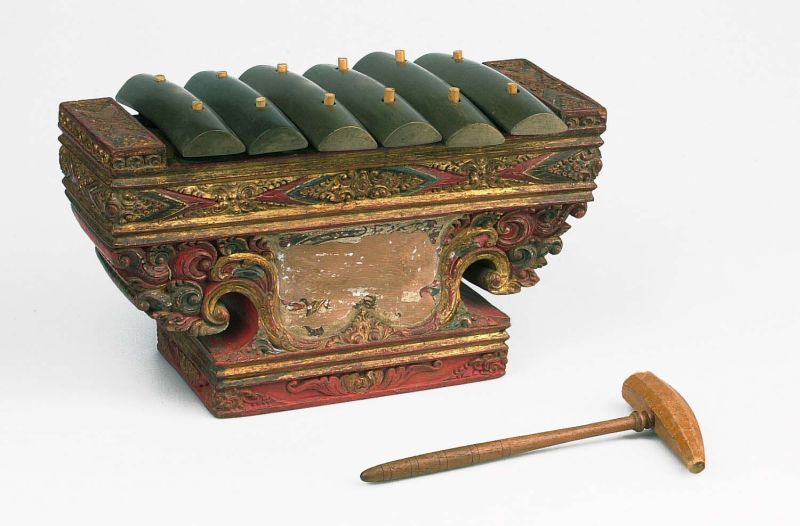
Altes gangsa jongok cenik mit sechs Bronzeklangstäben, das im balinesischen Gamelan semar pegulingan gespielt wurde. Wereldmuseum Amsterdam, vor 1939

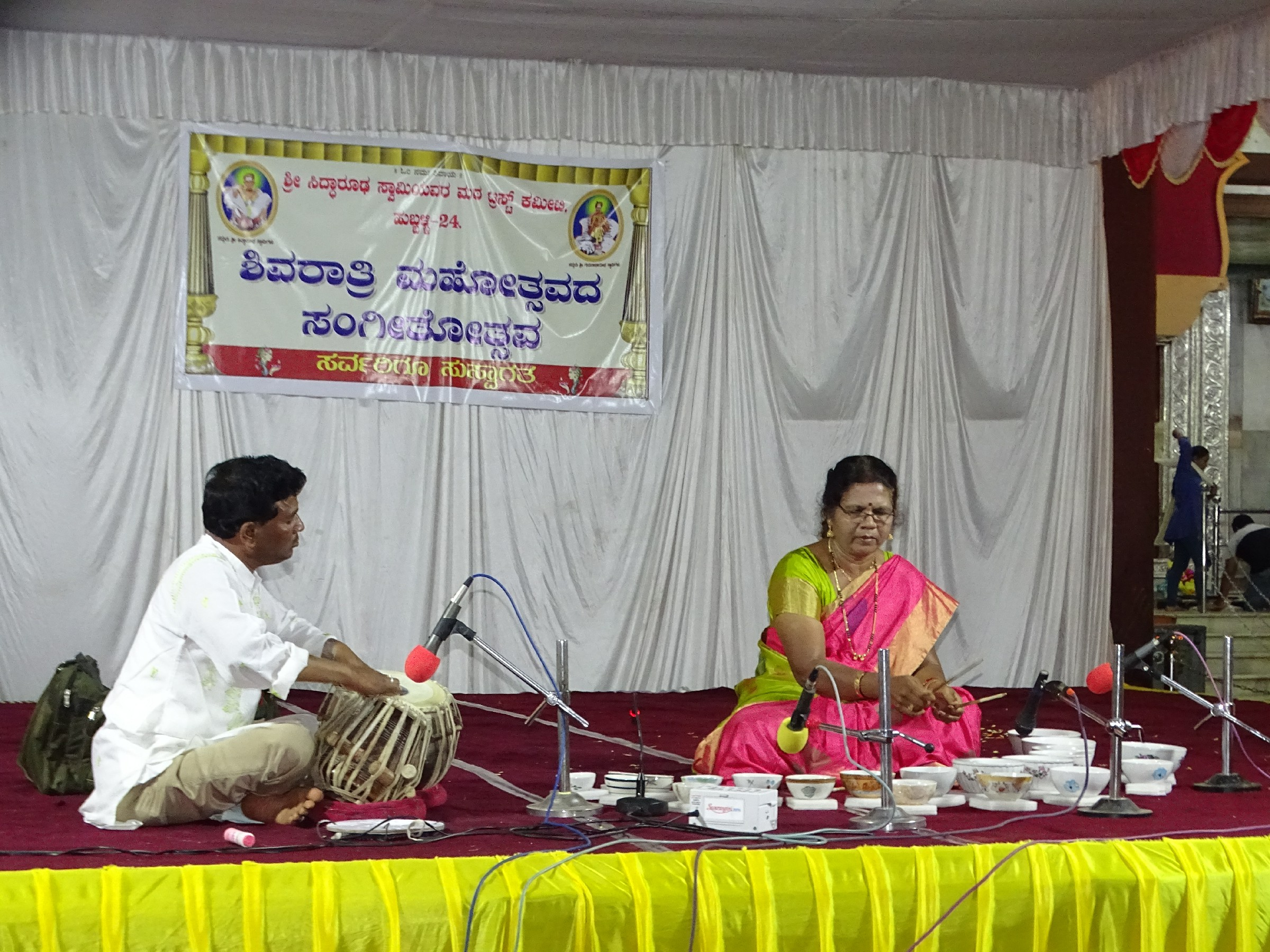
Jaltarang-Spielerin Shashikala Dani (* 1959), rhythmisch begleitet vom Kesseltrommelpaar tabla bei einem Konzert in Hubballi, 2019

Das aus dem Sanskrit in heutige nordindische Sprachen übergegangene gantha bezeichnet außer „Glocke“ (maskuline Form ghanta: große hängende Tempelglocke, feminine Form ghanti: in der Hand gehaltene kleine Priesterglocke) auch runde metallene Schlagplatten. Die dicken Platten von unterschiedlicher Größe bestehen aus Glockenmetall (einer Bronzelegierung), werden mit der linken Hand an einer Schnur gehalten und mit einem Holzklöppel in der rechten Hand geschlagen.
Ein anderer in nordindischen Sprachen verbreiteter Name für diese runden Schlagplatten ist ghari. In Nordindien beträgt ihr Durchmesser etwa 20 Zentimeter bei einer Dicke von 5 bis 10 Millimetern. Ghari werden in der religiösen Musik in Hindutempeln und als Taktgeber in Trommelensembles der Volksmusik zur Tanzbegleitung verwendet. Zur religiösen Verehrung (puja) von Hindus angeschlagen entspricht die runde ghari der ungefähr dreieckigen kyizi der buddhistischen Gläubigen in Myanmar. Bronzeschlagscheiben sind in der buddhistischen Ritualpraxis zwischen Tibet und Japan von Bedeutung. Regionale Bezeichnungen für flache runde Schlagplatten sind ghant in Odisha, jhalar in Rajasthan sowie in Südindien chengila, cennala, jaganta, jagate und semakkalam.
Eine dünnere kreisrunde Platte mit einem umgebogenen Rand ist ein Flachgong, der von einer flachen Schlagplatte zu unterscheiden ist. Als Flachgong wird in Indien auch ein metallener Essensteller thali mit Holzschlägeln geschlagen. Andere Flachgongs heißen regional ebenfalls ghanta. Der ghanto in Odisha ist in der Mitte etwas dicker und kann für unterschiedliche Tonhöhen gefertigt werden.
Das srimandal steht mit in Ost- und Südostasien entwickelten Idiophonen in Beziehung. Ein Melodieinstrument aus 16 in einem senkrechten Gestell hängenden Eisenplatten gelangte mutmaßlich mit Turkvölkern im 7. Jahrhundert nach China. Dieses fangxiang war während der Tang-Dynastie (618–907) beliebt und Vorbild für das seit dem 11. Jahrhundert in Korea verwendete panghyang. Als tragbarer leichterer Nachfolger des fangxiang und damit dem srimandal noch näher verwandt ist das chinesische yunlou, ein Gestell mit in Reihen hängenden flachen Gongs mit einem tellerförmigen Rand. Von einem ähnlichen Gongspiel namens yun’ao mit 13 Gongs berichten Quellen aus der Yuan-Dynastie (1279–1368). Das bis heute in der religiösen Ritualmusik verwendete yunluo besteht aus typischerweise 10 bis 20 Tellergongs von gleichem Durchmesser, aber unterschiedlicher Blechdicke in einer heptatonischen Stimmung. Ein ähnliches Gongspiel ist das koreanische ulla.
Heute sind Melodieinstrumente aus Metallklangplatten (Metallophone) und Buckelgongs (Gongkreise) mit klaren Tonhöhen in Südostasien hauptsächlich in Indonesien, Malaysia, Thailand (Ensemble piphat) und in Myanmar (Ensemble hsaing waing) verbreitet. In Java sind Metallophone mit liegenden Platten (wie gendèr und saron) seit dem 9. Jahrhundert bekannt. Auf Bali heißen sie gangsa. Die zum philippinischen Gongspiel gangsa gehörenden Flachgongs mit einem breiten Rand produzieren nur ungefähre Tonhöhen, dienen aber in der Ritualmusik als Melodieinstrumente.
In der griechisch-römischen Antike kannte man crotala genannte kleine Becken. Die heutigen Crotales (auch Krotales oder antike Zimbeln) sind ein aus mehreren Bronzezimbeln mit Durchmessern zwischen 6 und 12 Zentimetern bestehendes, hoch klingendes Melodieinstrument, das vereinzelt in der klassischen Musik eingesetzt wird. Eine weitere europäische Parallele zum srimandal ist das tragbare Metallophon Lyra mit Klangplatten in einem senkrecht gehaltenen Rahmen, das von Marschkapellen gespielt wird. Die Lyra gelangte in der zweiten Hälfte des 19. Jahrhunderts, beeinflusst vom Schellenbaum der türkischen Militärkapellen Mehterhâne nach Deutschland.
In Indien werden die verbreiteten Schlagplatten, Flachgongs, Zimbeln und Becken nicht als Melodie- oder Borduninstrument eingesetzt. Idiophone Melodieinstrumente haben in Indien aus musiktheoretischen Erwägungen keine Tradition, weil sich mit ihnen keine für die klassische Musik benötigte Mikrointervalle (shrutis) und keine melodischen Verzierungen (gamaka) erzeugen lassen. Außerdem gehören die meisten indischen Idiophone zu den Klangerzeugern mit unbestimmter Tonhöhe.
Das bekannteste Idiophon in Indien mit einer bestimmten Tonhöhe ist das jaltarang, ein im Halbkreis aufgestelltes Set von Porzellanschüsseln, die durch eingefülltes Wasser auf ihre Tönhöhen gestimmt und mit Holzstäben geschlagen werden. Die früheste gesicherte Erwähnung enthält Ahobalas Musiktraktat Sangita Parijata aus dem 17. Jahrhundert. Es ist fraglich, ob ein udaka vadya („Wasser-Musikinstrument“), das im Kamasutra (möglicherweise 3. Jahrhundert) des Autors Vatsyayana erwähnt wird, als Vorläufer des jaltarang gedeutet werden kann. Eine Spur führt in den östlichen Mittelmeerraum, wo byzantinische Manuskripte ab dem 4. Jahrhundert Musiker abbilden, die auf einem Tisch in Reihe stehende Schalen mit Stöckchen schlagen. Ab dem 11. Jahrhundert wird von solchen Musikinstrumenten in arabischen Schriften berichtet. Mit den muslimischen Eroberern könnten nachfolgend die mit Wasser gefüllten Schüsseln nach Indien gekommen sein.
Charles Russel Day (1891) beschreibt die Porzellanschüsseln im Zusammenhang mit dem sapta ghantika (Sanskrit „sieben Glocken“, auch sabdaghantika, septaghantika oder septasvarab), das er „Indian Glockenspiel“ nennt. Dieses „ähnliche, aber musikalischere“ Instrument bestand aus mehreren gestimmten Metallplatten oder aus Glöckchen, die mit kleinen fellbezogenen Hämmern angeschlagen wurden. Das sapta ghantika war ein kleines Tasteninstrument in der Form einer bulbultarang, bei dem die Hämmerchen für die Glocken oder Platten über Tasten bedient werden. Dieses Glockenspiel besaß um 1900 sieben Tasten, heute werden Instrumente mit 14 Tasten und 14 Klangkörpern im Innern eines hölzernen Gehäuses hergestellt.
Das einzige und für die indische Musik fremde Xylophon ist das erst in jüngerer Zeit eingeführte kashta tarang (auch patti tarang), das wie ein einfaches europäisches Stabspiel oder eine stark vereinfachte Version des burmesischen Trogxylophons pattala, des thailändischen ranat ek und anderer südostasiatischer Xylophone erscheint. Offenbar hat ein eingeführtes Xylophon einen indischen Namen erhalten, weil der Instrumententyp in der regionalen indischen Volksmusik nicht vorkommt. Die hölzernen Klangstäbe lagern auf zwei Längsträgern, ein Trog zur Resonanzverstärkung oder untergehängte Resonanzkörper sind nicht vorhanden. Das kashta tarang wird wie das jaltarang als Melodieinstrument für klassische Kompositionen verwendet. Ein entsprechendes Stabspiel mit Glasplatten heißt kanch tarang.
Eine kuriose Variante ist das Anfang des 20. Jahrhunderts von Allauddin Khan erfundene Metallophon nal tarang, das aus einer Reihe von Eisenrohren (Abschnitte von Gewehrläufen, nal) besteht. Diese werden lose auf Längsträger gelegt, die auf einem flachen Holzkasten als Resonanzkörper befestigt sind. Das nal tarang wird bis heute gelegentlich in der nordindischen klassischen Musik verwendet.
Der Namensbestandteil tarang bedeutet „Wellen“ (gemeint „Melodie, Melodieinstrument“) und bezeichnet noch andere Melodieinstrumente, darunter das seltene, vereinzelt in Nordindien vorkommende Idiophon ghungru tarang (auch ghunguru, „Glocken“), das aus einer Reihe von Schellen unterschiedlicher Tonhöhe besteht. Diese sind in gewissen Abständen auf unterschiedlichen Höhen an parallel senkrecht in einem annähernd quadratischen Holzrahmen gespannten Schnüren festgebunden und werden oder wurden durch Anschlagen mit den Fingern gespielt. Das ghunguru wurde 1947 bei einem Musikkongress in Darbhanga vorgeführt und als seltene Besonderheit beschrieben. Das tabla tarang ist ein Kreis mit mehreren Kesseltrommeln tabla mit unterschiedlichen Tonhöhen und die genannte bulbultarang („Nachtigall-Wellen“) ist eine Kastenzither. Das ghatam tarang besteht aus mehreren gestimmten Tontöpfen und wird gelegentlich als Melodieinstrument in der südindischen klassischen Musik gespielt. Eine analoge Wortbildung für das srimandal ist thali tarang. Gelegentlich wird die Kastenzither swarmandal als srimandal bezeichnet.

## Bauform

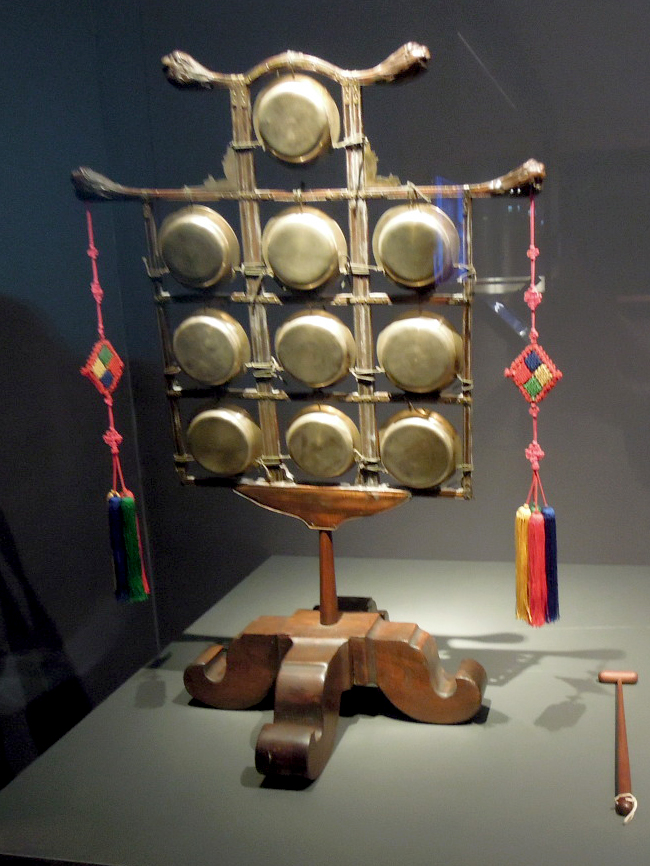
Koreanisches Gongspiel ulla, entsprechend dem alten chinesischen yunluo, in der Gesamtform dem srimandal ähnlich

Das srimandal besteht aus zwölf kreisrunden Metallplatten aus Messing oder Eisen mit Durchmessern zwischen 12,5 und 20,5 Zentimetern, die unterschiedliche Töne mit dem Tonumfang von einer Oktave hervorbringen. Die Klangscheiben sind an drei Stellen am Rand so durchbohrt, dass sich ein gleichseitiges Dreieck ergibt. Mit durch die Bohrungen geschlauften Baumwollschnüren werden die Scheiben in die Zwischenräume eines aus dünnen Eisenstäben bestehenden Gitters gebunden, damit sie freibeweglich in dem senkrecht aufgestellten Gestell hängen. An einer Mittelstange kann das rund 1,5 Meter lange Gestell in der Hand gehalten oder aufgestellt werden. Die zwölf Scheiben sind in vier senkrechten Reihen zu je drei Scheiben angeordnet. Der Musiker schlägt sie mit zwei hölzernen Schlägeln mit Köpfen.
Das loh tarang ist die moderne Version des srimandal mit einem größeren Gestell, das mit Schrägstützen auf dem Boden aufgestellt wird. An einer senkrechten Mittelstange sind typischerweise sechs waagrechte Querstäbe befestigt, an denen jeweils vier runde Klangplatten angebunden sind. Die gesamte Konstruktion mit 24 Klangplatten ist etwa zwei Meter hoch.

## Spielweise
Informationen zum srimandal gehen auf die erste Hälfte des 20. Jahrhunderts zurück, als das Melodieinstrument gelegentlich bei zeremoniellen Prozessionen in Rajasthan verwendet wurde. Das srimandal ist seitdem noch seltener geworden.
Das heutige loh tarang kommt vor allem in der Unterhaltungsmusik bei Festveranstaltungen und Feiern (Hochzeiten, Firmenjubiläen) zum Einsatz. Die auf dem loh tarang gespielten Melodien werden in Rajasthan und darüber hinaus in Nordindien rhythmisch häufig von einer Fasstrommel dholak begleitet.